# 정준호 (1980년)
정준호(鄭俊鎬, 1980년 5월 3일~)는 대한민국의 변호사 출신 정치인이다. 제22대 국회의원이다.
제49회 사법시험에 합격했으며 사법연수원 39기를 수료했다.
제20대 국회의원 선거를 앞두고 더불어민주당 후보로 광주 북구 갑 선거구에 전략공천되었다. 하지만 본 선거에서 23.34%의 득표율을 기록하면서 2위로 낙선했다.
제22대 국회의원 선거를 앞두고 광주 북구 갑 선거구에 출마를 선언했으며 경선에서 현역 국회의원인 조오섭을 제치고 공천을 받았다. 본 선거에서 83.45%의 득표율을 기록하면서 제22대 국회의원으로 당선되었다.

## 학력
- 각화국민학교 졸업
- 각화중학교 졸업
- 광주동신고등학교 졸업
- 서울대학교 법과대학 법학 학사

## 경력
- 제49회 사법시험 합격
- 제39기 사법연수원 수료
- 대검찰청 공판송무부 법무관
- 더불어민주당 광주광역시당 북구 갑 지역위원회 위원장
- 더불어민주당 정책위원회 부의장
- 소비자주권시민회의 소비자법률센터 소장
- 광주복지재단 자문위원
- 홍남순 변호사 기념사업회 사무총장
- 법무법인 해율 변호사
- 공감포럼 호남본부 상임대표
- 2024년 4월 10일: 대한민국 제22대 국회의원 선거 당선(광주 북구 갑, 더불어민주당, 초선)
- 2024년 5월~: 더불어민주당 광주광역시당 북구 갑 지역위원회 위원장
- 2024년 5월~2025년 6월: 더불어민주당 원내부대표
- 2025년 8월~: 더불어민주당 검찰개혁특별위원회 위원

### 의정 활동
- 2024년 5월 30일~: 제22대 국회의원(광주 북구 갑, 더불어민주당, 초선)
  - 2024년 6월~: 제22대 국회 전반기 국토교통위원회 위원
  - 2025년 1월~: 제22대 국회 12·29 여객기 참사 진상규명과 피해자 및 유가족의 피해구제를 위한 특별위원회 위원
  - 2025년 7월~2025년 7월: 제22대 국회 헌법재판소 재판관 후보자를 겸하는 헌법재판소장(김상환) 임명동의에 관한 인사청문 특별위원회 위원

## 역대 선거 결과
|  | 23.34% |

|  | 83.45% |

## 소속 정당
| 소속 정당 | 소속 정당    | 소속 기간 | 비고      |
| --------- | ------------ | --------- | --------- |
|           | 더불어민주당 | 2016~현재 | 정계 입문 |

## 같이 보기
- 광주 북구의 국회의원
- 북구 갑 (광주)